# سیارک ۸۲۹۵
سیارک ۸۲۹۵ (به انگلیسی: 8295 Toshifukushima، نامگذاری:1992UN4) هشت هزار و دویست و نود و پنجمین سیارک کشف شده‌است که در ۲۶ اکتبر ۱۹۹۲ کشف شد.
قدر مطلق سیارک برابر ۱۲٫۵۰ است.